# Døntefossen
Døntefossen er et vandfald i Døntelva, der er en biflod fra venstre til Rauma, ved Flatmark i Rauma kommune i Møre og Romsdal fylke i Norge. Fossen, der er beliggende vest for E136, 30 km øst for Åndalsnes i Romsdalen, har fire fald og det længste af disse er omkring 200 meter langt. Højden på vandfaldet er usikkert men er ud fra topografiske kort omkring 700 meter.

## Eksterne kilder og henvisninger
- Gammelt billede af fossen Arkiveret 27. januar 2004 hos  Wayback Machine
- Døntefossen på World Waterfall Database Arkiveret 1. december 2010 hos  Wayback Machine